# Museum Jorge Rando
El Museum Jorge Rando es el primer museo expresionista en España. Dedicado al pintor Jorge Rando alberga su obra y temporalmente la de artistas nacionales e internacionales vinculados a esta corriente. Fue inaugurado oficialmente el 28 de mayo de 2014.

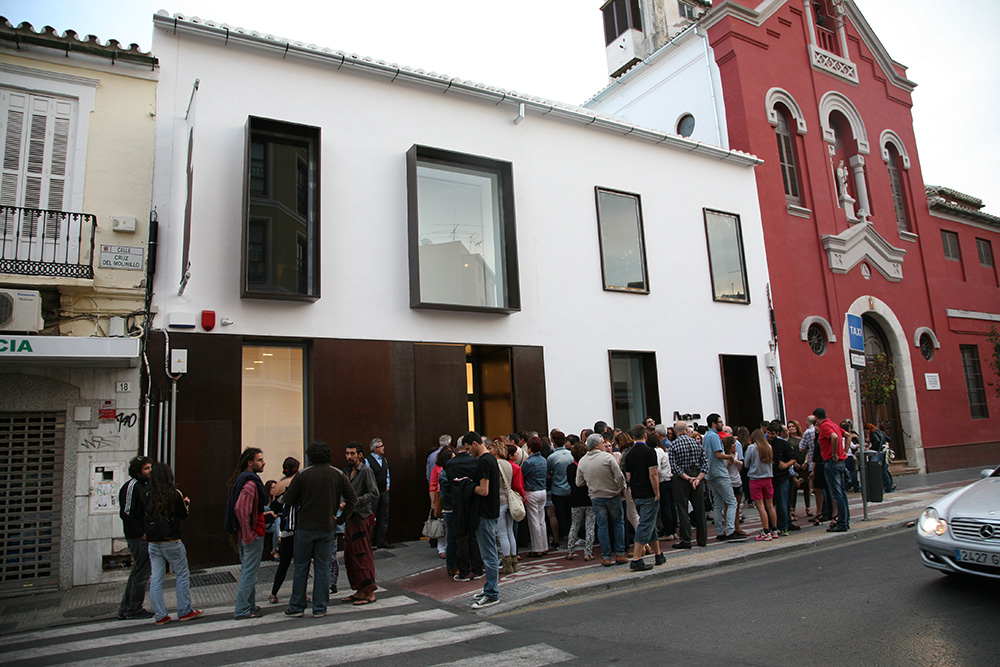
Fachada del Museum Jorge Rando.

## El Museo
Su misión museística se centra, en primer lugar, en el estudio y difusión de la obra de Jorge Rando así como en la investigación de la poética expresionista, un movimiento que ha supuesto una de las aportaciones más fecundas de la cultura occidental contemporánea, en el amplio sentido del término, desde los decenios finales del siglo XIX hasta la actualidad. Entre sus prioridades está el estudio y representación de las diferentes facetas artísticas como la pintura, escultura, arquitectura, filosofía, literatura, cine o música.

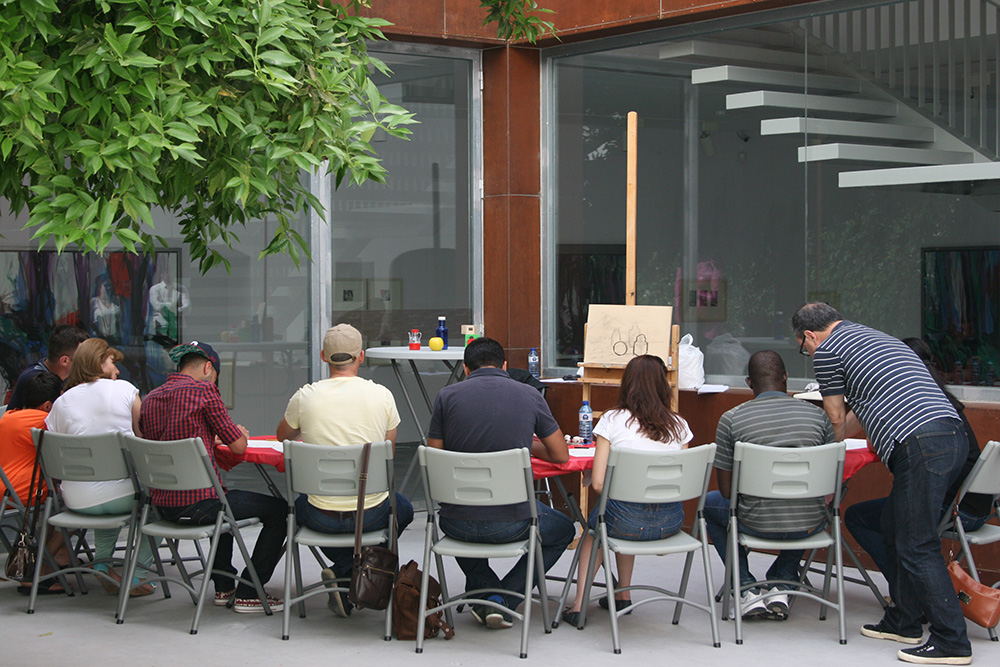
Inclusión social a través del Arte con CEAR.

Un museo que es reflejo de la obra de Jorge Rando originando una filosofía cultural homóloga a sus pensamientos. Bajo el lema ‘puertas siempre abiertas… para que las personas entren y el museo salga’ se ha convertido en un museo que entiende el Arte desde una perspectiva espiritual y humanista. 

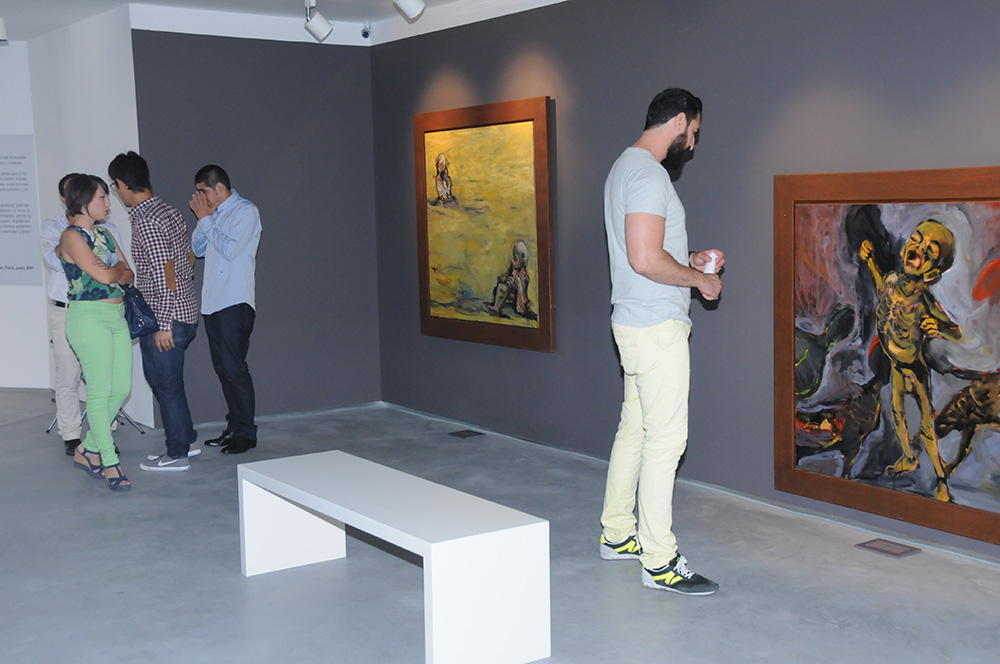
Sala 4 del Museum Jorge Rando.

La entrada, la visita guiada y la asistencia a los eventos es libre.

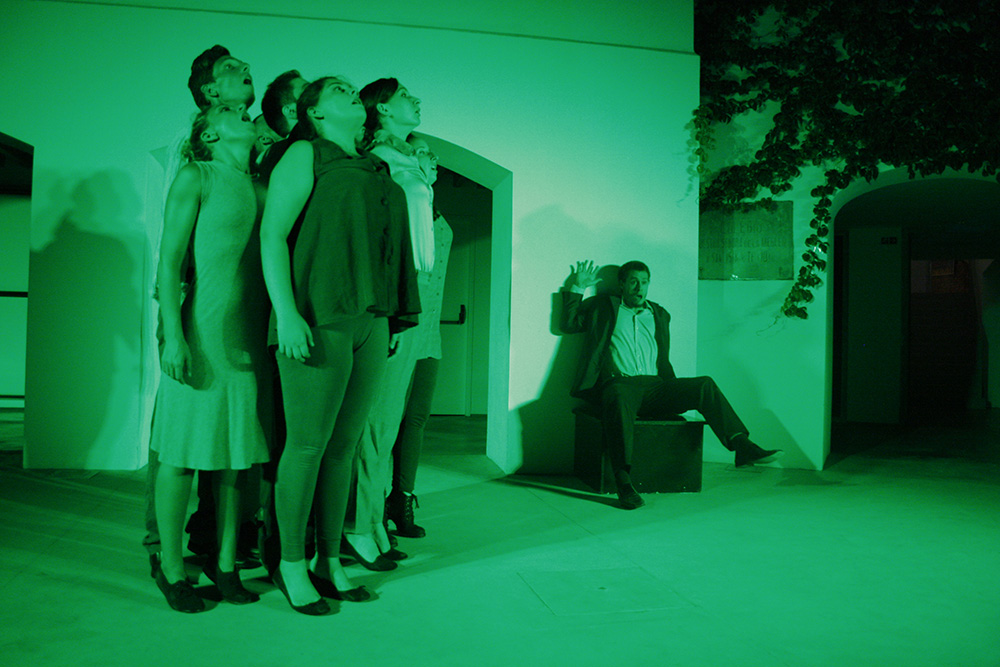
Imagen de la obra 'Personne', evento de 'El Gabinet' (ciclo de literatura).

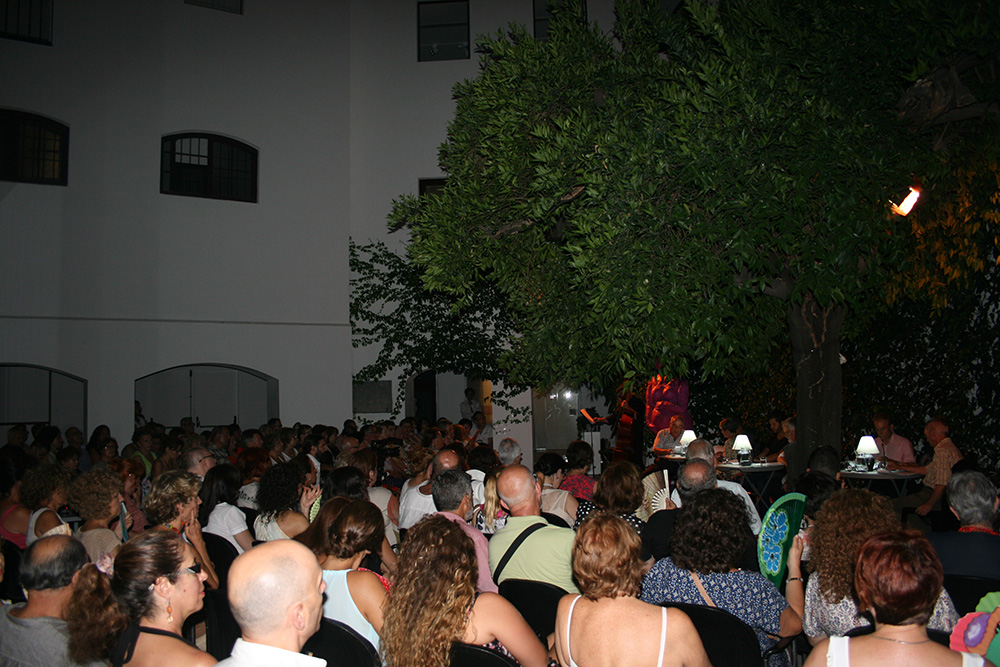
'Versos y canciones para las noches de estío', del ciclo de poesía.

## Exposiciones

### Obra de Jorge Rando
Las salas acogen la obra de Jorge Rando con un discurso expositivo en continuo movimiento en el que se van turnando los diferentes ciclos temáticos del artista para acompañar la obra invitada.

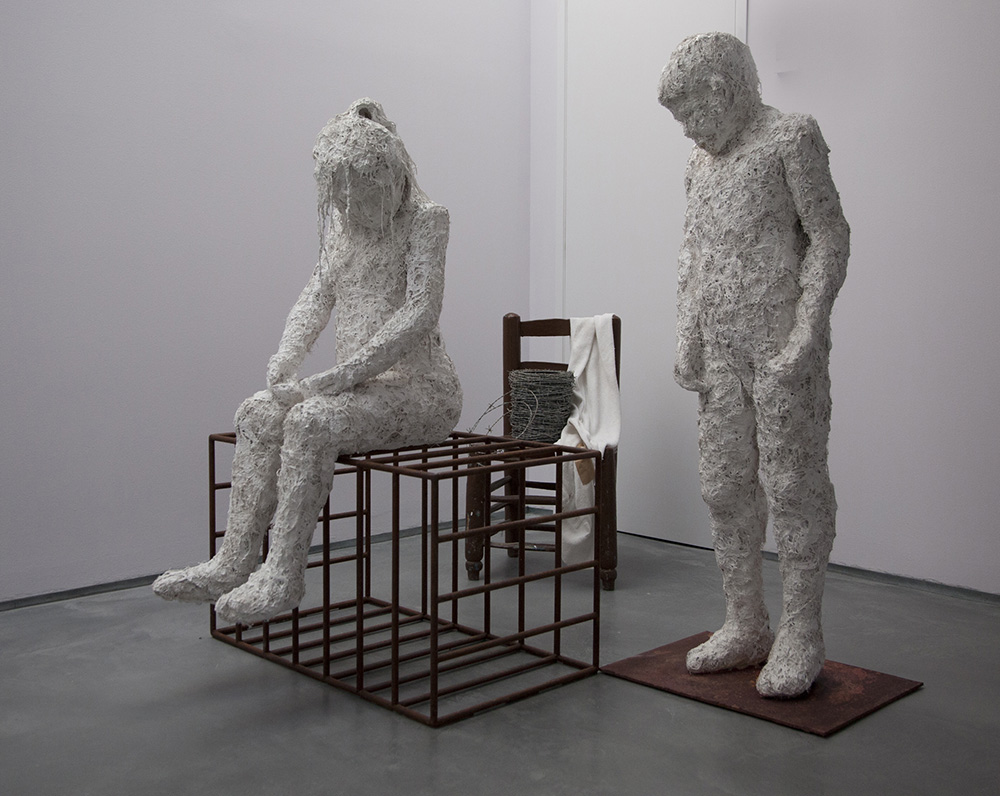
Esculturas de 'Niños' perteneciente al ciclo 'Prostitución'.

### Las temporales
Las exposiciones temporales acogen artistas nacionales e internacionales vinculados al expresionismo o neoexpresionismo. En su primer año el museo ha acogido una muestra de dibujos de la artista Käthe Kollwitz y el 14 de diciembre de 2015 se inauguró la primera exposición magna del escultor Ernst Barlach en España.

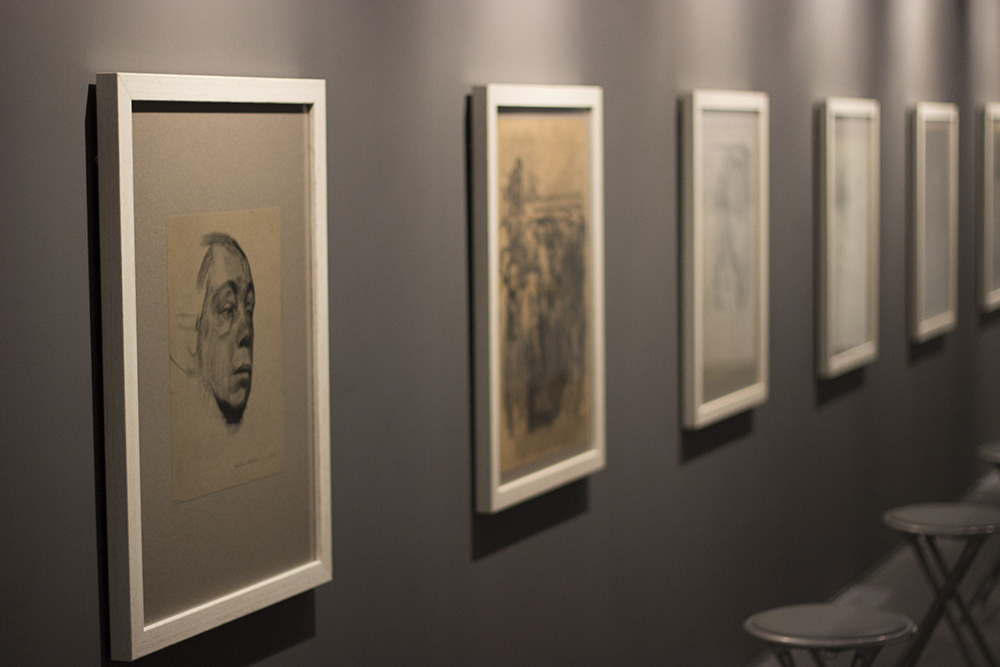
Exposición temporal sobra la obra de Käthe Kollwitz.

## La Sala de Estar del Arte
El museo quiere ser La Sala de Estar del Arte. Durante todo el año acoge representaciones de las diferentes disciplinas artísticas. 
El color del sonido es el ciclo dedicado a la música; Luces y sombras el cine fórum con presentación y coloquio; El Gabinet el ciclo dedicado a la literatura, teatro y narrativa; Arte el ciclo dedicado a los coloquios, ponencias sobre Arte y encuentros artísticos y Lo que está pasando el ciclo dedicado a debatir sobre temas de actualidad coordinado por la Cátedra UNESCO de Comunicación de la Universidad de Málaga.

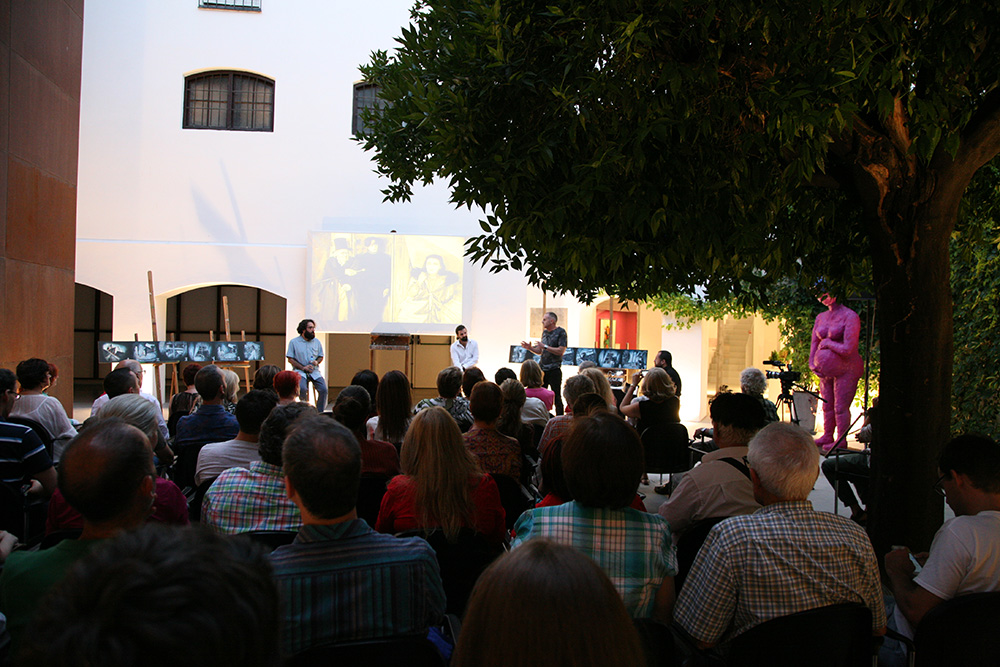
Imagen del ciclo de cine titulado 'Luces y sombras'.

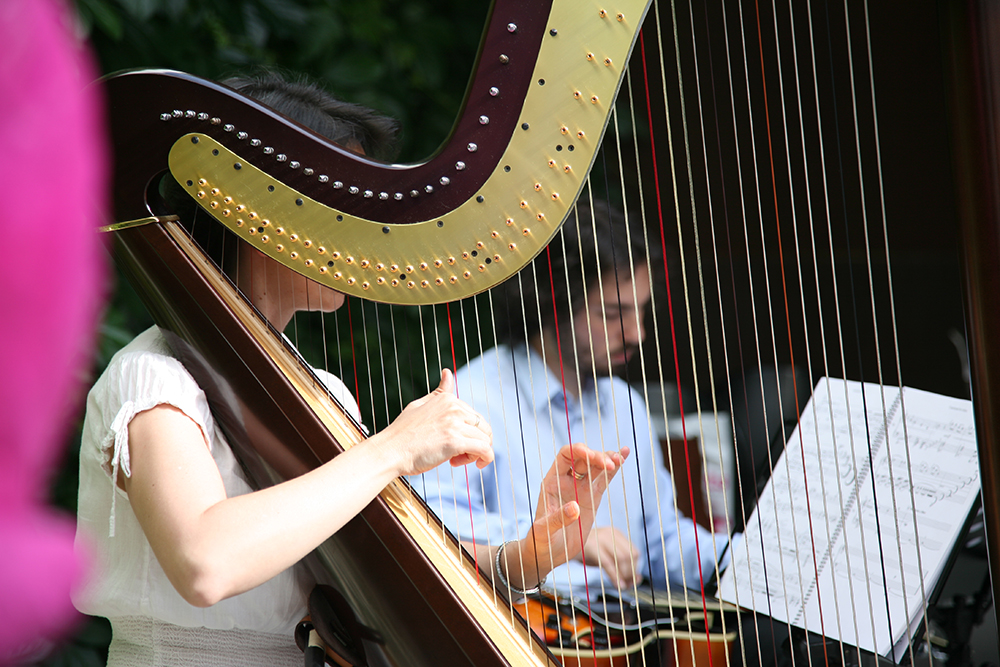
Evento del ciclo de música 'El color del sonido'.

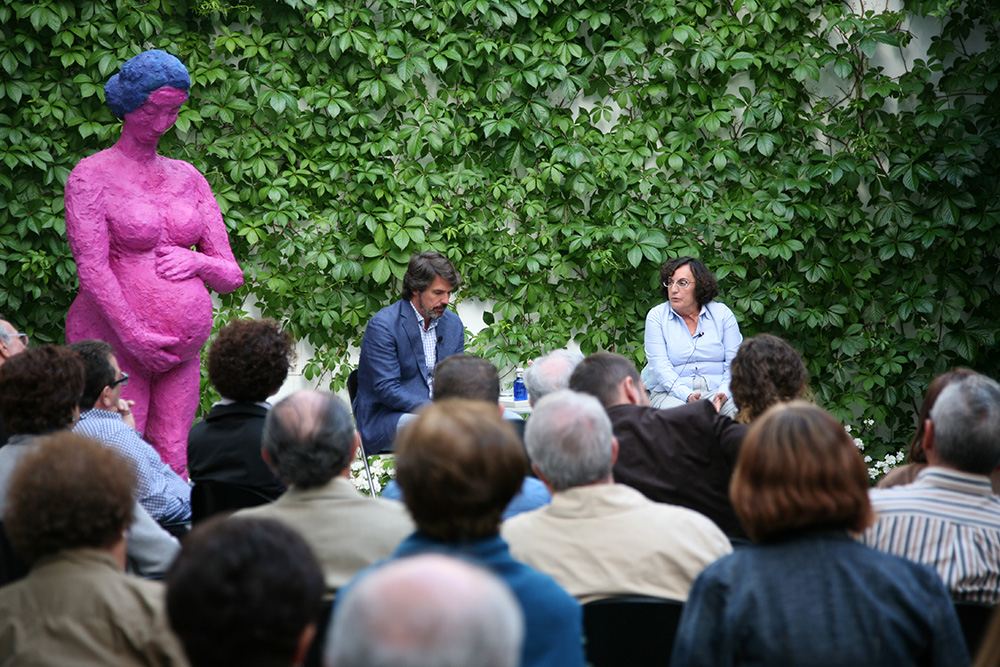
'Lo que está pasando' ciclo de debates de actualidad.

## Visitas y educación
El museo ofrece visitas guiadas en las que no es necesario reservas ni números mínimos de personas. Son charlas ofrecidas por historiadores del Arte en el que no existen guiones sino que se pretende un intercambio de impresiones en relación con las demandas y necesidades del visitante convirtiendo cada visita en un descubrimiento y enriquecimiento mutuo.

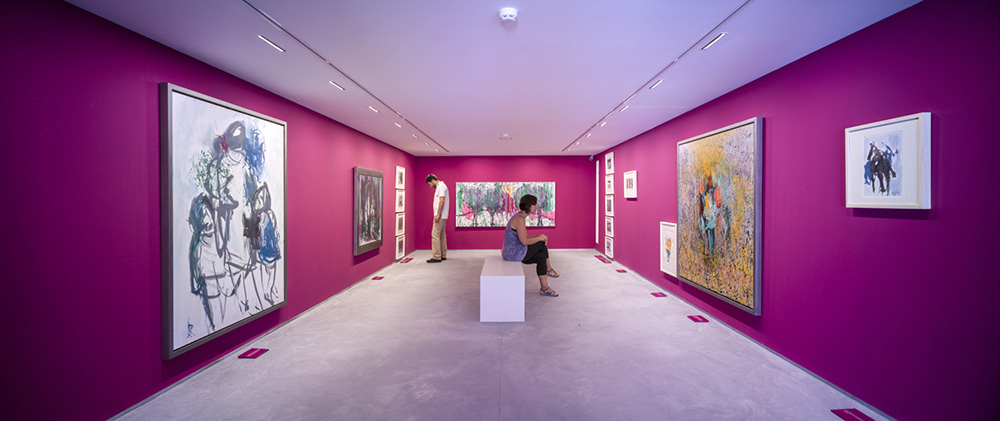
Sala 3 del Museum Jorge Rando.

También se realizan visitas personalizadas a colectivos o grupos con necesidades especiales y un programa educativo en el que acercar el expresionismo, neoexpresionismo y una visión general del arte contemporáneo a los estudiantes con visitas guiadas, talleres artísticos y mesas de debate.

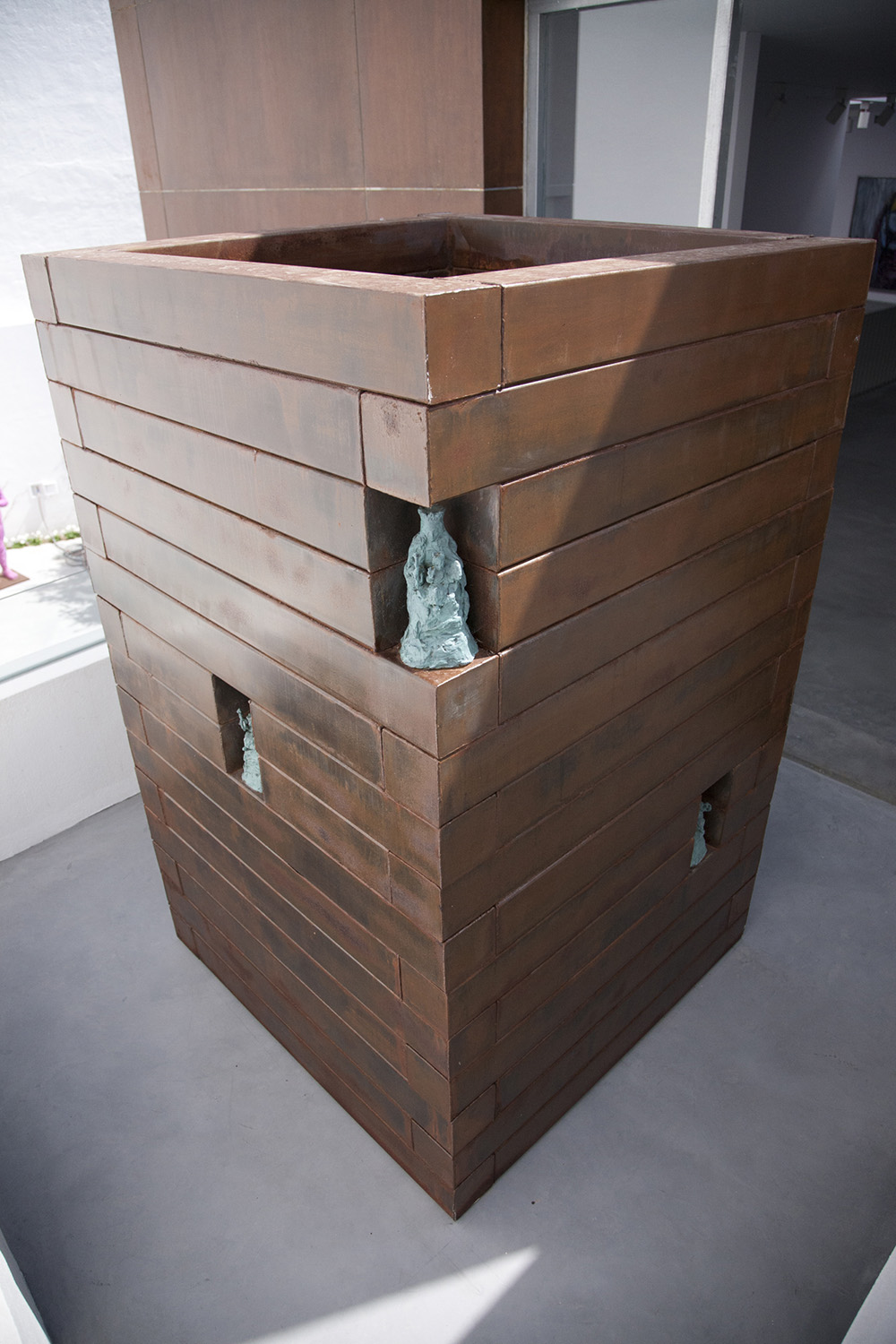
Patrona de Málaga (2007), escultura con seis capillas en honor a la Virgen de la Victoria.

## Edificio
El Museum Jorge Rando se halla anexo al Monasterio de las Mercedarias, en la calle Cruz del Molinillo de Málaga. El edificio fue construido según el diseño del arquitecto D. Manuel Rivera Valentín (1878) y está considerado un edificio emblemático de interés artístico preferente. Cabe destacar la existencia en el patio posterior de un extraordinario ejemplar de mandarino, plantado por la fundadora del convento hace más de 140 años.
Las obras de adaptación de parte del Monasterio a Museo las comenzó el Ayuntamiento de Málaga en el año 2011 y fueron finalizadas en la primavera del 2014. La dureza del arte expresionista no podía encontrar mejor emplazamiento que este lugar.

## Instalaciones
El Museum Jorge Rando ha combinado en su construcción el ladrillo antiguo del claustro con las nuevas instalaciones de hormigón visto y acero oxidado. Una sinergia que mezcla la espiritualidad y sosiego del Monasterio con la dureza del arte Expresionista.
Consta de cuatro salas expositivas con iluminación natural uno de los elementos significativos de su construcción. 
El museo cuenta con otros espacios como la biblioteca, el patio y El Atelier que es el espacio dedicado a la creación pictórica. Un grupo de artistas lo utilizan de manera continuada convirtiéndolo en un lugar para el encuentro y diálogo entre artistas, historiadores y visitantes permitiendo el intercambio de opiniones y el debate sobre el Arte y cultura.

## Gestión
La dirección, administración y todas las actividades del museo, como pueden ser exposiciones, ciclos de conferencias relacionadas con el arte y la estética del expresionismo, talleres y seminarios, etc. estarán a cargo de la Fundación Jorge Rando.

## Otras imágenes del Museum Jorge Rando

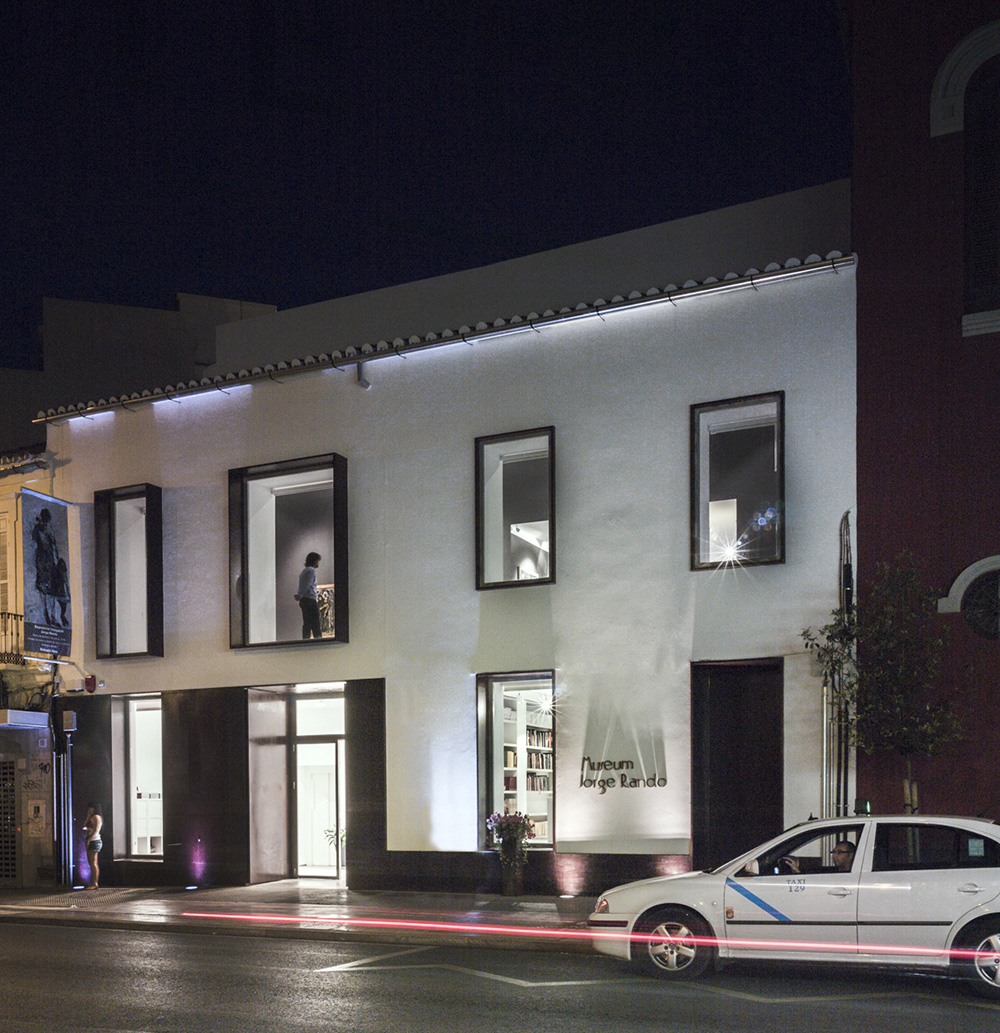
Foto nocturna de la fachada del Museum Jorge Rando.
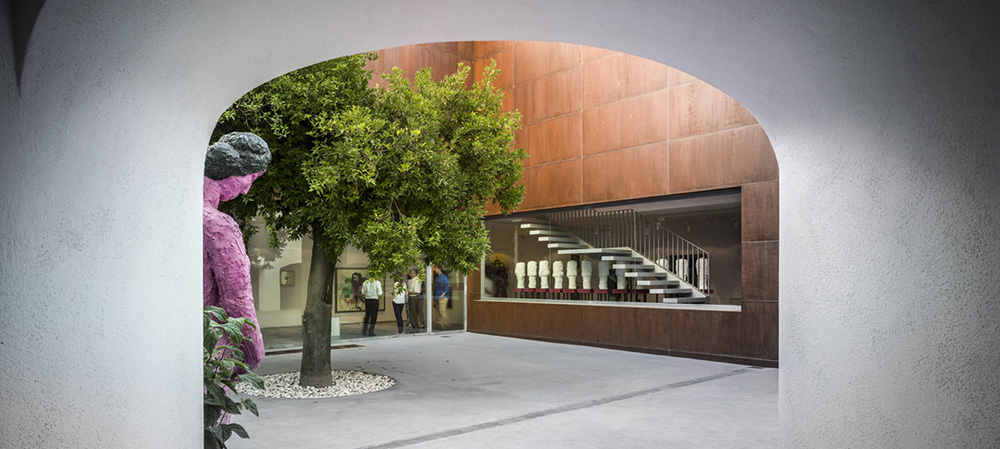
Imagen del patio interior presidido por un mandarino centenario.
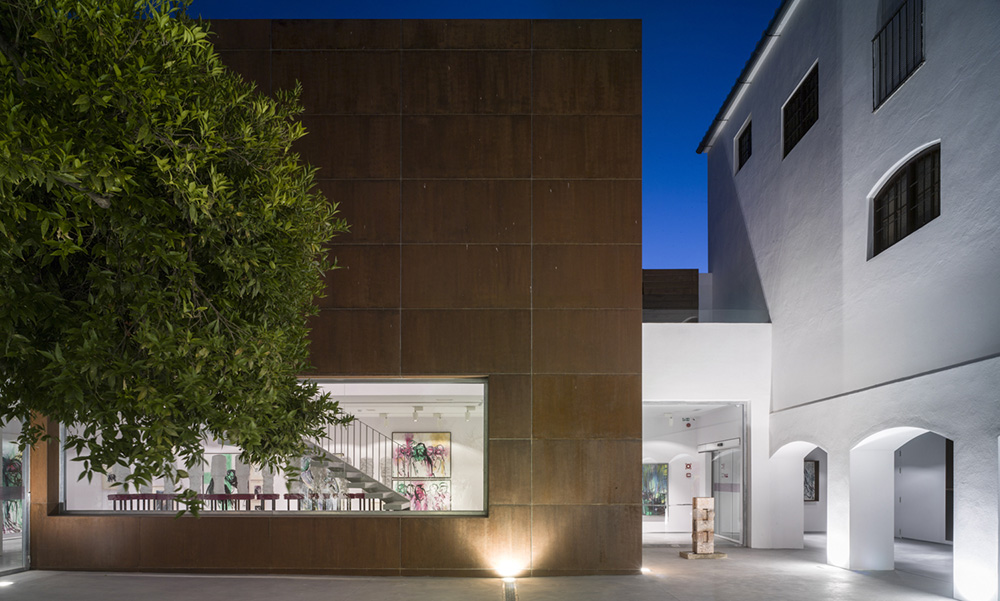
Vista nocturna del patio del Museum Jorge Rando.
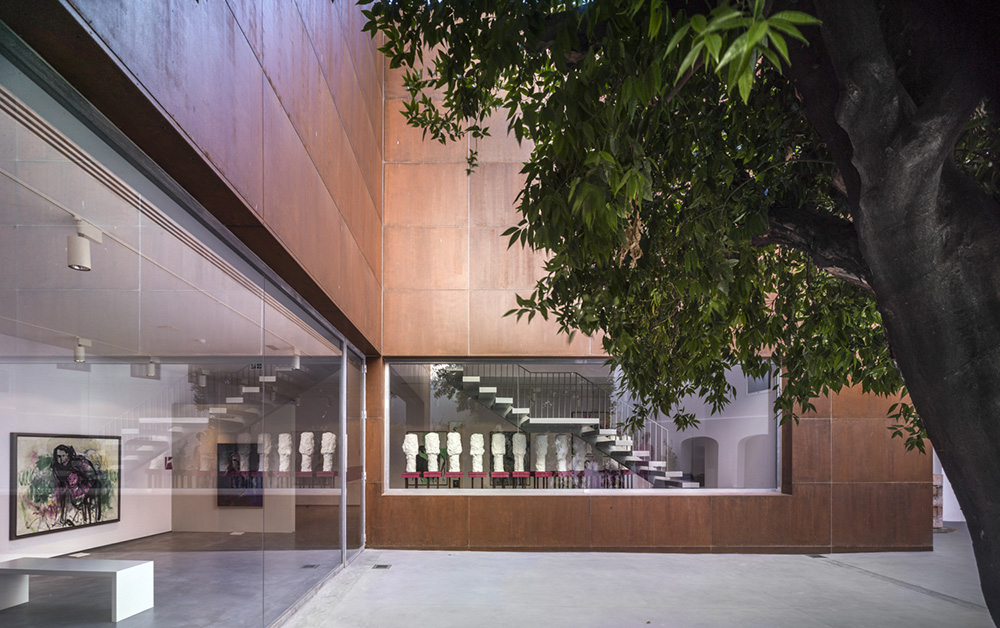
Vista exterior de la Sala 2 del Museum Jorge Rando.
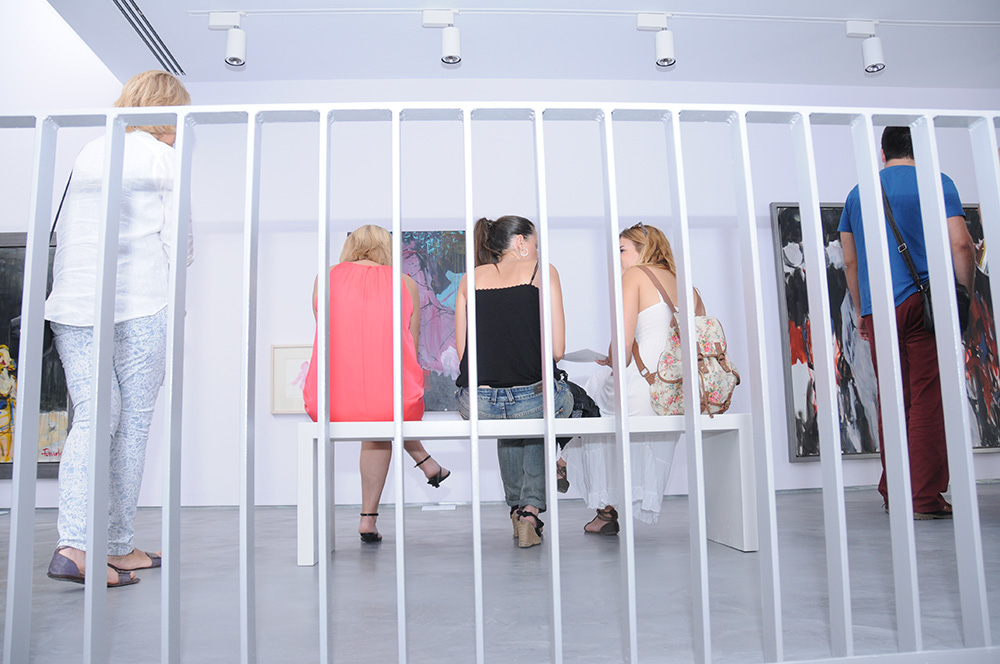
Imagen de la sala 1 del Museum Jorge Rando.
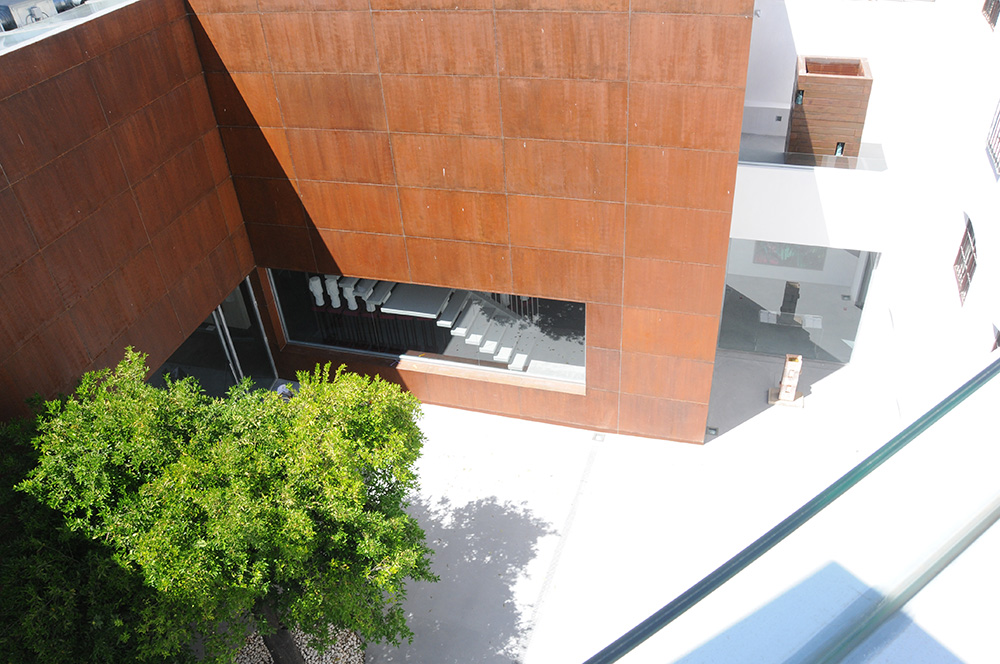
Vista área del patio del Museum Jorge Rando.
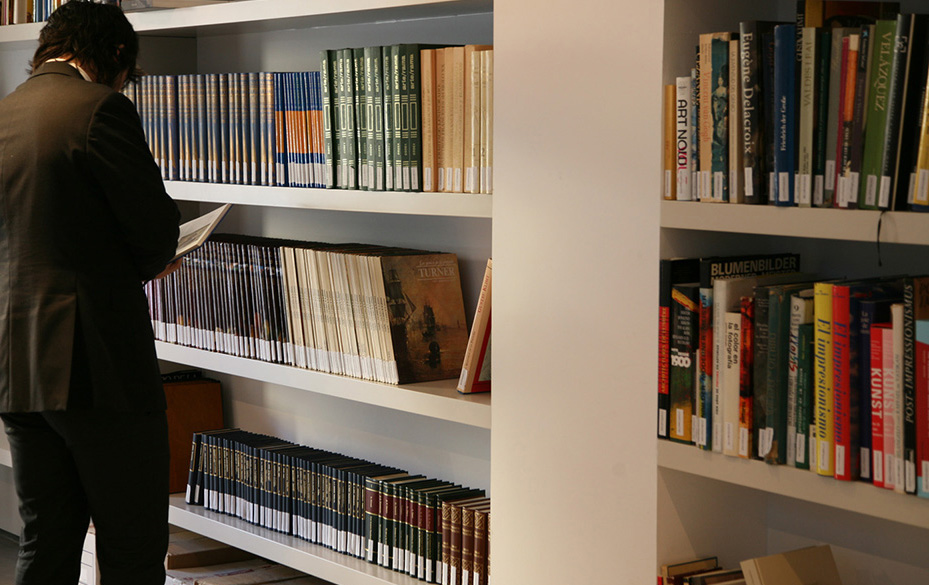
Biblioteca dedicada al expresionismo y neoexpresionismo.
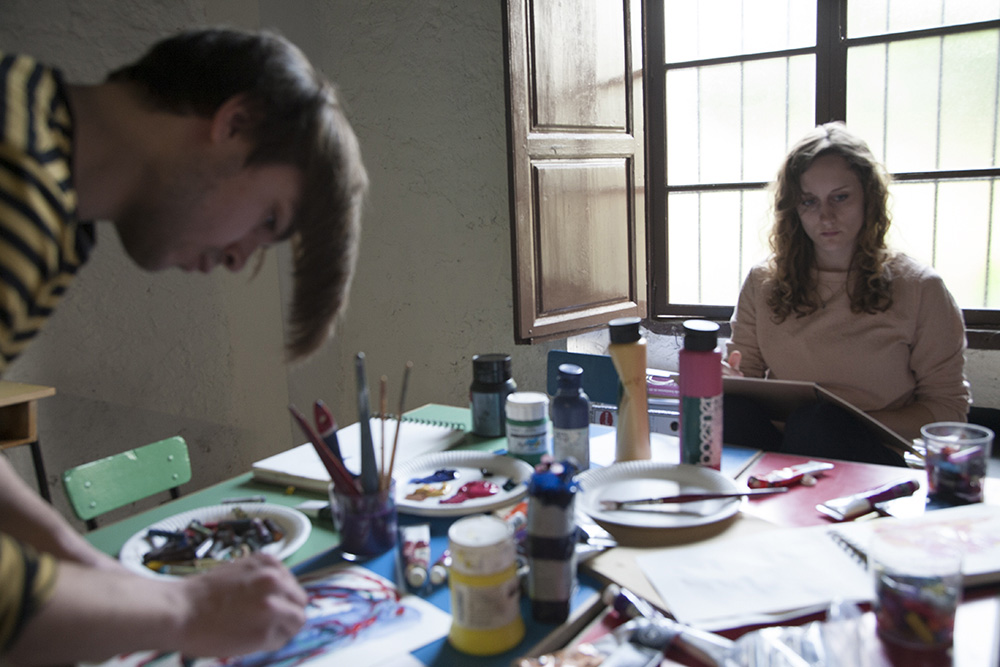
Imagen de 'El Atelier' del Museum Jorge Rando.